# Anton Häring
Die Anton Häring KG – Werk für Präzisionstechnik ist ein Metall verarbeitender Betrieb mit Stammwerk in Bubsheim im Landkreis Tuttlingen. Als Zulieferer der Automobilindustrie gehört er zu den global führenden Herstellern von Präzisionsteilen als auch Baugruppen. Der Standort Heuberg ist ein Zentrum der Drehteilefertigung.
Das Unternehmen produziert am Stammsitz Bubsheim auf 23.000 m² Produktionsfläche, am polnischen Standort Piotrków Trybunalski (50.000 m² Produktionsfläche), am chinesischen Standort Taicang (19.000 m²) und am amerikanischen Standort Lavonia (15.000 m²). In Tunis gibt es einen Standort zur IT & KI-Entwicklung.
Das Technologieunternehmen ist als „Weltmarktführer Champion“ im Weltmarktführer-Index vertreten; damit erfüllt es Kriterien wie beispielsweise (Eigentümer-)Führung mit Stammsitz im DACH-Raum zu mindestens 50 % (bei Häring: 100 %) und Weltmarkttätigkeit auf mindestens 3 Kontinenten (bei Häring: 4).

## Geschichte
Gegründet wurde der Betrieb von Anton Häring (3. Oktober 1940 – 4. Januar 2016) im Jahre 1961 in der elterlichen Scheune. 1964 wurde das erste Fabrikgebäude errichtet.
Die sogenannte Häring-Siedlung ermöglichte Mitarbeitern ein Eigenheim zu erwerben oder eine Wohnung zu mieten. Die errichteten mehr als 80 Häuser führten zu einem Wachstum der Gemeinde.
Im Jahr 2003 wurde als zweiter Standort ein Werk im polnischen Piotrków Trybunalski eröffnet. Die Mitarbeiterzahl im Stammwerk Bubsheim betrug damals 360, für Haering Polska waren zunächst 70 Mitarbeiter in einem 10.000 m² großen Werk vorgesehen. Auch dort werden Drehteile gefertigt, in erster Linie für die Automobilindustrie. Im Juni 2004 erfolgte der Spatenstich zur Errichtung der Häring-Akademie als eigenes Aus- und Weiterbildungszentrum in Bubsheim. Das Unternehmen investierte rund 4 Millionen Euro in den Bau des Gebäudes mit etwa 3.300 m² Nutzfläche. Ein Lehrlingswohnheim für die Unterbringung der polnischen und chinesischen Mitarbeiter wurde kurz zuvor fertiggestellt.
2010 folgte ein weiterer Standort in Taicang, China in der Provinz Jiangsu, nordwestlich von Shanghai. Daran schlossen sich Niederlassungen in Lavonia, Georgia in den USA (2019) und 2020 in Tunis in Tunesien an. Allein in Bubsheim arbeiten mehr als 850 Mitarbeiter.
Seit dem Tod des Firmengründers Anton Häring im Januar 2016 leitet sein Sohn Jürgen, der schon vorher an der Geschäftsleitung beteiligt war, das Unternehmen.
Die Gemeinde Bubsheim profitiert stark von der Präsenz und sozialen Aktivität der Anton Häring KG, sowohl was den Neubau von rund 80 Häusern, als auch die Bereitstellung von Bildung und Infrastruktur angeht.

## Produktion
Die Anton Häring KG entwickelt und produziert Hightech-Lösungen für klassische Motoren sowie für neuartige Antriebe wie Hybrid- oder E-Mobility-Fahrzeuge. Gefertigt werden montagereife Präzisionsdrehteile von 3 bis 60 mm Durchmesser und Baugruppen für Pumpe-Düse-Systeme beziehungsweise Common-Rail-Technologie, für Benzin- und Diesel-Einspritzsysteme sowie für die ABS-Technologie in Kombination mit EDS (Elektronische Differenzialsperre) und ASR (Antriebsschlupfregelung), außerdem Drehteile für Bremssysteme oder Getriebe.
Zur Fertigung stehen am Hauptstandort in Bubsheim 225 Produktionsmaschinen zur Verfügung, mit welchen im Jahr 2018 täglich 500.000 Präzisionsteile erstellt wurden.

## Ausbildung

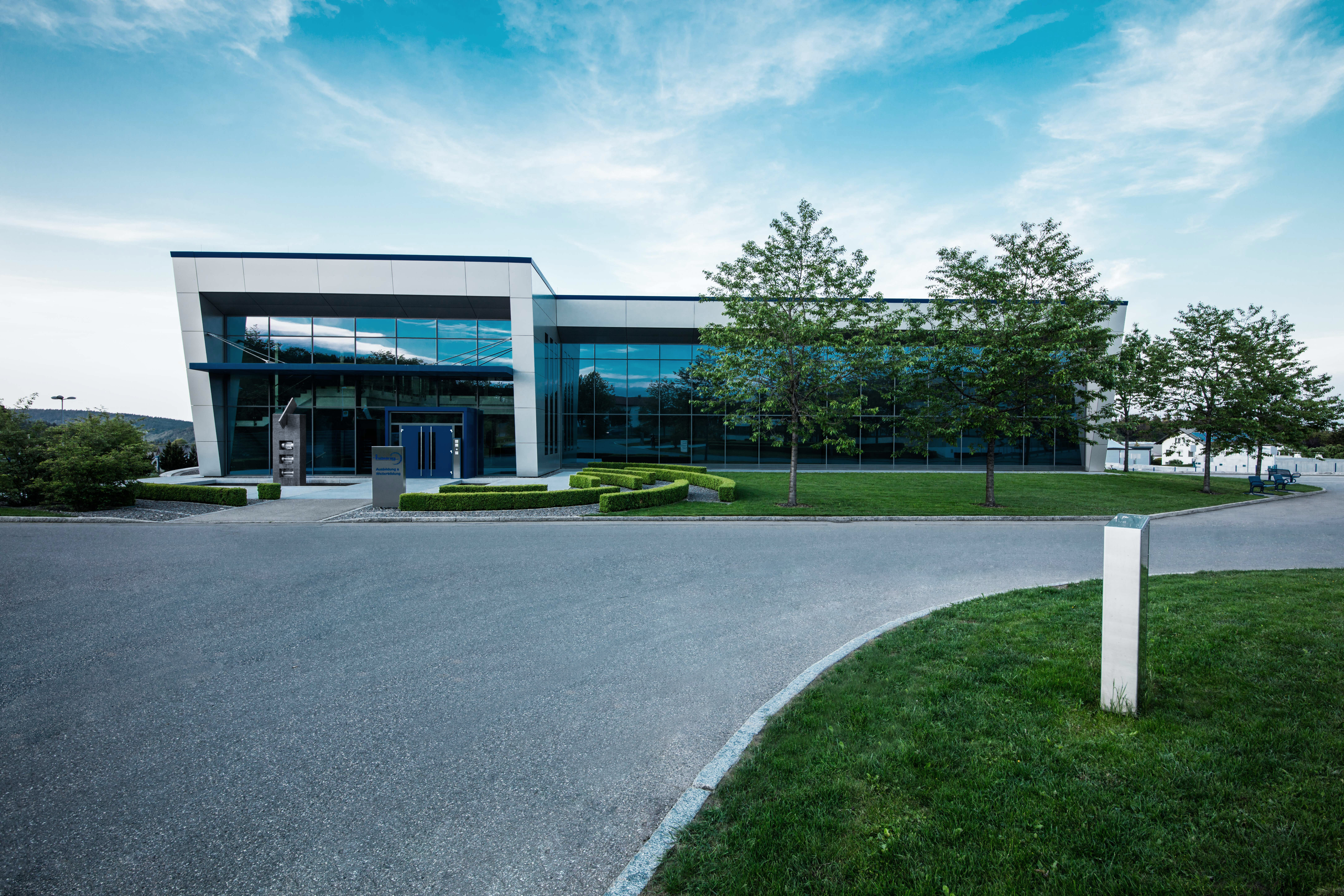
Anton Häring Akademie am Standort Bubsheim. Außenaufnahme.

Die Anton Häring KG bildet an seinem Stammsitz in Bubsheim rund 120 Nachwuchskräfte (Stand 2018) in acht verschiedenen Ausbildungsberufen und acht Studiengängen aus. 2005 wurde in Bubsheim die Häring Akademie für Aus- und Weiterbildung errichtet mit einem rund 900 Quadratmeter großen Praxisbereich mit Maschinenfuhrpark. Bis 2018 hatten 97 Prozent aller Auszubildenden und Studenten ihre Lehre erfolgreich abgeschlossen. Die Übernahmequote der Nachwuchskräfte seitens des Unternehmens lag bei 100 Prozent.
Die Häring Akademie gibt es mit gleichem Aufbau und gleicher Ausstattung an den drei Auslandsstandorten in Polen, China und den USA. Im eigenen Innovationslabor entwickeln dort Azubis und Studenten Prozesse sowie Technologien, die anschließend in die globale Produktion übernommen werden.

## Preise
- 2022: IHK-Bildungspreis für das internationale Ausbildungskonzept[22]

## Kritik
Das Unternehmen wurde wiederholt aufgrund eines fehlenden Betriebsrats kritisiert. Versuche, das gesetzliche Recht auf eine Arbeitnehmervertretung geltend zu machen, scheiterten bisher mehrfach. Als im Dezember 2011 drei Arbeitnehmer der Firma Häring zu einer Betriebsversammlung anlässlich der Wahl eines Wahlvorstandes luden, folgte für einen der Veranstalter eine fristlose Kündigung, ein anderer zog seine Unterschrift nur wenig später zurück. Da laut Betriebsverfassungsgesetz „eine im Betrieb vertretene Gewerkschaft“ ebenfalls zur Ausrufung einer Wahlversammlung befähigt ist, ergriff die IG Metall Albstadt Initiative. Mitarbeiter der Gewerkschaft wurden beim Einreichen der Einladung zwei Mal des Geländes verwiesen. Die Geschäftsleitung begründete diesen Schritt damit, dass weder eine gültige Einladung vorlag noch eine notariell beglaubigte Bestätigung, dass Mitarbeiter der Firma Häring Mitglieder der Gewerkschaft seien. Der erste Bevollmächtigte der IG Metall Albstadt, Walter Wadehn, sprach in diesem Zusammenhang vom Ende einer „freiheitlich-demokratische Grundordnung an den Toren“ der Firma Häring und kritisierte weiterhin das „fadenscheinige“ Vorgehen des Unternehmens. Die Industriegewerkschaft erwägt nun weitere rechtliche Schritte zur Durchsetzung einer Betriebsratswahl.
Der Heuberger Bote berichtete am 17. Dezember 2013 in seiner Print- und Online-Ausgabe, dass der Personalchef und Betriebsleiter des Unternehmers aufgrund wiederholter und nach § 119 des Betriebsverfassungsgesetzes strafbarer „Behinderung einer Betriebsratswahl“ einen Strafbefehl in Höhe von 7500,- € erhielt.